# Amerikai Ház Alapítvány
Az Amerikai Ház Alapítvány az Amerikai Egyesült Államokban 2010-ben alapított 501 (C) (3) nonprofit szervezet, melynek célja (1.) pénzügyi támogatás nyújtása Közép-, Kelet- és Dél-Európában humanitárius célokért dolgozó jótékonysági szervezetek részére, valamint (2.) olyan magán szférához kötődő programok létrehozása, támogatása, melyek célja rászorultak támogatása. Eddigi tevékenysége során a magyarországi segítségre szorulók megsegítésére koncentrált, egyéb civil szervezetekkel együttműködve. Az Alapítvány törekszik arra, hogy a működtetési költségek minimális szinten tartásával forrásai minél nagyobb hányada jusson el a rászorulókhoz.

## Céljai
Az Alapítvány működésének középpontjában az éhező gyermekek és családok állnak. A gyermekek jövője részben attól függ, hogy iskolai teljesítményeik hogyan alakulnak. Éhesen viszont nem lehet a tanulásra koncentrálni. Az Alapítvány pályázatok kiírásával támogat továbbá olyan civil szervezeteket, amelyek szegényeken segítenek, akár közvetlen támogatással, akár közösségépítéssel, az öngondoskodást elősegítő programokkal.

## Története
Az alapítványt 2010. januárban alapította Robert E. Field az USA-ban, Pennsylvania államban. Egyik fia, Richard E. Field az alapítvány elnöke. Richard E. Field üzleti érdekeltségekkel rendelkezik az USA-n kívül Magyarországon és Horvátországban. A magyarországi karitatív tevékenységek olyan szívszorító dolgok ösztönözték, mint az utcai szemetesekben turkáló, egyébként jól öltözött nyugdíjasok látványa, vagy az iskolákban hétfőn reggel az éhségtől az ájulással küzdő kisgyerekek. Emellett közéleti kérdésekkel is foglalkozik, számos cikk szerzője, melyek közül a 2011-ben a gyöngyöspatai etnikai feszültségek kiéleződése miatt vállalt humanitárius szerepének értékeléséről kiadott könyvében egy csokorra valót összegyűjtve adott közzé.

## Tevékenysége, programok
Az alapítvány tevékenységének gerincét a „Gyermekszáj” program teszi ki, mely 2010-ben indult a Magyar Vöröskereszttel együttműködve. A programban a fokozatos bővítés következtében jelenleg 4 megye (Borsod-Abaúj-Zemplén, Jász-Nagykun-Szolnok, Szabolcs-Szatmár-Bereg és Nógrád megye) közel 1.000, többgyermekes családja vesz részt. A családok heti 3–5 kg kenyeret és 6-10 liter tejet kapnak hetente. A programok lebonyolításában a helyi önkormányzatok nyújtanak segítséget.
2010-ben a Magyar Vöröskereszt csepeli hajléktalanszállója megvásárlásához és felújításához járult hozzá. 2011-ben országos vetőmagprogramban vett részt, melynek során több ezer család kapott vetőmagcsomagot.
2010-től hajléktalanszállóknak és iskoláknak nyújt folyamatosan természetbeni támogatást, szendvicsalapanyagok formájában, közel 500 családnak havi rendszerességgel biztosít tartós élelmiszercsomagot.
2013-ban civil szféra részére kiírt pályázaton mintegy 16 szervezet nyert el támogatást összesen több mint 10 millió Ft értékben, különböző célokra: élelmiszersegély, állattartás, közösségi főzés, gyerekek táboroztatása, iskolai tanszerek.
Az alapítvány figyelmet és forrásokat szentel a roma kisebbség felzárkóztatásán dolgozó szervezeteknek is.